# Le Thuit-Signol
Le Thuit-Signol és un municipi francès situat al departament de l'Eure i a la regió de Normandia. L'any 2007 tenia 2.086 habitants.

## Demografia

### Població
El 2007 la població de fet de Le Thuit-Signol era de 2.086 persones. Hi havia 761 famílies de les quals 110 eren unipersonals (59 homes vivint sols i 51 dones vivint soles), 290 parelles sense fills, 302 parelles amb fills i 59 famílies monoparentals amb fills.
La població ha evolucionat segons el següent gràfic:
Habitants censats

### Habitatges
El 2007 hi havia 795 habitatges, 766 eren l'habitatge principal de la família, 8 eren segones residències i 21 estaven desocupats. 791 eren cases i 3 eren apartaments. Dels 766 habitatges principals, 623 estaven ocupats pels seus propietaris, 135 estaven llogats i ocupats pels llogaters i 8 estaven cedits a títol gratuït; 9 tenien dues cambres, 103 en tenien tres, 192 en tenien quatre i 462 en tenien cinc o més. 676 habitatges disposaven pel capbaix d'una plaça de pàrquing. A 284 habitatges hi havia un automòbil i a 457 n'hi havia dos o més.

### Piràmide de població
La piràmide de població per edats i sexe el 2009 era:
| Homes | Edats   | Dones |
| ----- | ------- | ----- |
| 0     | 95 o +  | 0     |
| 0     | 90 a 94 | 0     |
| 4     | 85 a 89 | 4     |
| 4     | 80 a 84 | 4     |
| 12    | 75 a 79 | 20    |
| 20    | 70 a 74 | 20    |
| 28    | 65 a 69 | 28    |
| 64    | 60 a 64 | 36    |
| 32    | 55 a 59 | 40    |
| 96    | 50 a 54 | 76    |
| 80    | 45 a 49 | 72    |
| 88    | 40 a 44 | 96    |
| 60    | 35 a 39 | 76    |
| 56    | 30 a 34 | 64    |
| 40    | 25 a 29 | 36    |
| 48    | 20 a 24 | 44    |
| 76    | 15 a 19 | 60    |
| 80    | 10 a 14 | 64    |
| 80    | 5 a 9   | 68    |
| 56    | 0 a 4   | 40    |

## Economia
El 2007 la població en edat de treballar era de 1.381 persones, 950 eren actives i 431 eren inactives. De les 950 persones actives 898 estaven ocupades (480 homes i 418 dones) i 53 estaven aturades (23 homes i 30 dones). De les 431 persones inactives 209 estaven jubilades, 120 estaven estudiant i 102 estaven classificades com a «altres inactius».

### Ingressos
El 2009 a Le Thuit-Signol hi havia 789 unitats fiscals que integraven 2.204,5 persones, la mediana anual d'ingressos fiscals per persona era de 21.184 €.

### Activitats econòmiques
Dels 63 establiments que hi havia el 2007, 2 eren d'empreses extractives, 3 d'empreses alimentàries, 5 d'empreses de fabricació d'altres productes industrials, 19 d'empreses de construcció, 12 d'empreses de comerç i reparació d'automòbils, 1 d'una empresa de transport, 2 d'empreses d'hostatgeria i restauració, 1 d'una empresa d'informació i comunicació, 1 d'una empresa financera, 2 d'empreses immobiliàries, 3 d'empreses de serveis, 7 d'entitats de l'administració pública i 5 d'empreses classificades com a «altres activitats de serveis».
Dels 24 establiments de servei als particulars que hi havia el 2009, 4 eren tallers de reparació d'automòbils i de material agrícola, 1 autoescola, 2 paletes, 2 guixaires pintors, 6 fusteries, 2 lampisteries, 1 electricista, 2 empreses de construcció, 1 perruqueria, 1 agència immobiliària i 2 salons de bellesa.
Dels 6 establiments comercials que hi havia el 2009, 1 era una gran superfície de material de bricolatge, 4 fleques i 1 una fleca.
L'any 2000 a Le Thuit-Signol hi havia 28 explotacions agrícoles que ocupaven un total de 546 hectàrees.

## Equipaments sanitaris i escolars
L'únic equipament sanitari que hi havia el 2009 era una farmàcia.
El 2009 hi havia 1 escola maternal i 1 escola elemental.

## Poblacions més properes
El següent diagrama mostra les poblacions més properes.